# Paul Coggan
Paul Coggan (? - 1er juillet 2006) était un journaliste aéronautique anglais

## Biographie
Paul Coggan est surtout connu pour avoir fondé, en 1986, le magazine Warbirds Worldwide, reconnu comme une publication de référence sur les projets de restauration de avions datant de la Seconde Guerre mondiale. Il publia également le Warbirds Directory, répertoire complet de 720 pages compilant la totalité des informations disponibles sur les avions de cette période encore existants, qu'ils soient en état de vol, en restaurations, stockés, ou à l'état d'épave.
Dans les années 1990, Paul Coggan fut victime d'un grave accident de voiture, lequel lui laissa de nombreuses séquelles. Warbirds Worldwide cessa sa publications (50 numéros publiés) et seules 2 éditions du Warbirds Directory ont vu le jour. Par la suite, Paul Coggan travailla pour Aeroplane, célèbre magazine mensuel d'outre-Manche, dans lequel il tenait une rubrique intitulée Contact.
Il est décédé le 1er juillet 2006 à l'âge de 53 ans.

## Publications
Outre Warbirds Worldwide et le Warbirds Directory, Paul Coggan avait écrit plusieurs ouvrages :
- Mustang Survivors :  (ISBN 1857801350)
- WArbirds Alive :  (ISBN 1-85780-143-1)
- F-86 Sabre (Warbirds Today) :  (ISBN 1870601319)
- Spitfire: Rebuilding & Flying the Supermarine Spitfire in the 1990's (Warbirds Today Series) :  (ISBN 187060119X)
- P-51 Mustang Restored :  (ISBN 0879389915)